# Augusto Daolio
Augusto Daolio, né le 18 février 1947 à Novellara dans la province de Reggio d'Émilie (Émilie-Romagne) et mort le 7 octobre 1992 à Novellara, est un chanteur italien.

## Biographie
Augusto Daolio est né à Novellara, dans la province de Reggio d'Emilie, le 18 février 1947. À l'époque de la naissance du beat, il se passionne pour la musique et fonde avec son ami Beppe Carletti son premier groupe, I Monelli.
La carrière d'Augusto Daolio commence en 1963 avec le groupe Nomadi, dont il sera leader et chanteur jusqu'à sa mort, le 7 octobre 1992.
En 1972, il chante Una ragazza come tante, bande-son de Meurtres à Rome.
Au début de 1992, Augusto tombe malade et meurt d'un cancer du poumon à Novellara le 7 octobre 1992 à l'âge de 45 ans. 
Augusto Daolio était aussi un peintre et un sculpteur.

## Honneur
L'astéroïde (113661) Augustodaolio est nommé en son honneur.